# Points Cœur (geistliche Gemeinschaft)
Die geistliche Gemeinschaft Points Cœur (vollständig „Association privée de fidèles Points-Coeur“) folgte der Gründung des Vereins Points Cœur durch Thierry de Roucy (* 1957). 2001 wurde die Gemeinschaft durch Estanislao Esteban Karlic, den Erzbischof von Paraná, als eine Vereinigung von Gläubigen nach dem diözesanen Kirchenrecht anerkannt. Später erhielt sie ein päpstliches Anerkennungsdekret vom Päpstlichen Rat für die Laien.
Nach Vorwürfen des sexuellen Missbrauches gegen den Gründer de Roucy und seiner kirchenrechtlichen Verurteilung wurden der Priesterzweig 2017 und der Schwesternzweig 2020 kirchenrechtlich aufgelöst. Die geistliche Dachgemeinschaft beschloss 2020 mit einer Dreiviertelmehrheit die eigene Auflösung. Die geistliche Gemeinschaft Points Coeur existiert somit heute nicht mehr, sondern nur mehr der gleichnamige zivile Verein, welcher keinen geistlichen Auftrag von Seiten der katholischen Kirche hat.

## Geschichte

### Kirchenrechtliche Verurteilung des Gründers
Am 21. Juni 2011 wurde der Gründer, Thierry de Roucy, vom katholischen Kirchengericht in Lyon für die Delikte „Machtmissbrauch, sexueller Missbrauch und Absolution des Mittäters“ verurteilt. Anfang 2016 verhängte der für ihn zuständige Bischof von Toulon, Dominique Rey, gegen ihn die kirchenrechtliche Suspension und verbot ihm jeglichen Kontakt mit den Mitgliedern der geistlichen Gemeinschaft. Am 22. Juni 2018 wurde de Roucy laisiert. Der offizielle Missbrauchsbericht des Hilfswerks Arche internationale erklärt, dass Thierry de Roucy auch unter dem Einfluss von Thomas Philippe stand, der zusammen mit Jean Vanier die Arche gegründet hat und mehrfach für sexuellen Missbrauch verurteilt wurde.

### Auflösung der geistlichen Zweige
Im Jahr 2014 wurde dem geistlichen Zweig von Points Cœur nach einer kanonischen Untersuchung „Selbstbezogenheit“, „Misstrauen gegenüber der Kirche“ und „Mängel [in] der Ausbildung der Mitglieder“ vorgeworfen. Im Jahr 2020 löste der zuständige Bischof die Points Cœur angegliederte Priesterbruderschaft Molokai auf. Seine Entscheidung wurde 2018 von der römischen Kongregation für das geweihte Leben bestätigt. Im Jahr 2020 löste der Bischof auch die Schwesterngemeinschaft der Dienerinnen der Gegenwart Gottes auf. Die geistliche Dachgemeinschaft beschloss 2020 mit einer Dreiviertelmehrheit die eigene Auflösung. Die Diözese Fréjus-Toulon erklärt dazu in einem Communiqué vom 18. März 2021, dass „der zivile Verein Points Coeur damit eine unabhängige NGO geworden ist, über den die Kirche keine Macht mehr hat und also weder Begleitung noch Kontrolle gewähren kann.“
Die französische Bischofskonferenz machte im Nachgang auf „das Risiko“ aufmerksam, „dass die Strukturen der Organisation unter anderer Form und an anderen Orten weitermachen und sich so dem von ihnen geforderten Neuaufbau und den notwendigen Reformen entziehen“.

### Folgen der Auflösung
Durch die kirchenrechtliche Auflösung der Vereinigung existieren die unterschiedlichen Lebensstände (Priester, Schwestern, geweihte Laien) nicht mehr.
Der Kardinalstaatssekretär Pietro Parolin hat in einem Schreiben vom 7. August 2023 die französischen Bischöfe aufgefordert sicherzustellen, dass Points-Coeur, „auch wenn es als NGO weiterlebt, sich nicht als eine religiöse Gemeinschaft ausgibt und keine Aktivitäten kirchlicher Natur entwickelt“. Das Schreiben kam als Reaktion auf Beschwerden, denen zufolge die NGO Points-Coeur sich „weiterhin als kirchliche Vereinigung ausgebe, in dem Sinne zum Beispiel, dass ihre Mitglieder Ordenskleidung tragen, dass sie Jugendlichen einen Weg geweihten Lebens vorschlagen, dass sie eine für religiöse Gemeinschaften typische Lebensform annehmen etc.“
Der Bischof von Lausanne, Genf und Freiburg hat auf dieses Schreiben mit konkreten Schritten reagiert:
„Im Anschluss an die genannten Schritte beschliesst Mgr. Morerod, in Anbetracht der Aufforderung von Kardinal Parolin:
- die Werbung für die Angebote und Aktivitäten der NGO Points-Cœur in der gesamten Seelsorge und im Bistum zu verbieten.
- die Entsendung von jungen Menschen in die Mission durch die NGO Points-Coeur in den Pfarreien der Diözese zu verbieten.
- die Nutzung des Netzwerks der römisch-katholischen Kirche für Spendenaufrufe für die Mission und die NGO zu verbieten.“[14]